# Antopol (Białoruś)
Antopol (biał. Антопаль, Antopal) – osiedle typu miejskiego na Białorusi, w obwodzie brzeskim w rejonie drohiczyńskim, 35 km od Kobrynia, ok. 1700 mieszkańców (2010).
Znajdują tu się dwie świątynie prawosławne – cerkiew parafialna pw. Zmartwychwstania Pańskiego i kaplica cmentarna pw. św. Teodora, a także przystanek kolejowy Antopol, położony na linii Homel – Łuniniec – Żabinka.

## Historia
Prywatne miasto szlacheckie położone było w końcu XVIII wieku powiecie brzeskolitewskim województwa brzeskolitewskiego.
Za II RP miejscowość należała do województwa poleskiego, powiatu kobryńskiego, gminy Antopol. Była siedzibą wiejskiej gminy Antopol. W 1933 w mieście mieszkało 2206 osób. W mieście był urząd gminy, urząd pocztowy 4 kategorii, kościół katolicki, cerkiew, przystanek kolejowy. Targi odbywały się w poniedziałki.
Podczas okupacji hitlerowskiej, wiosną 1942 roku Niemcy utworzyli getto dla żydowskich mieszkańców. Przebywało w nim około 2500 osób. 15 października 1943 roku Niemcy zlikwidowali getto, a Żydów zamordowano na cmentarzu żydowskim. 

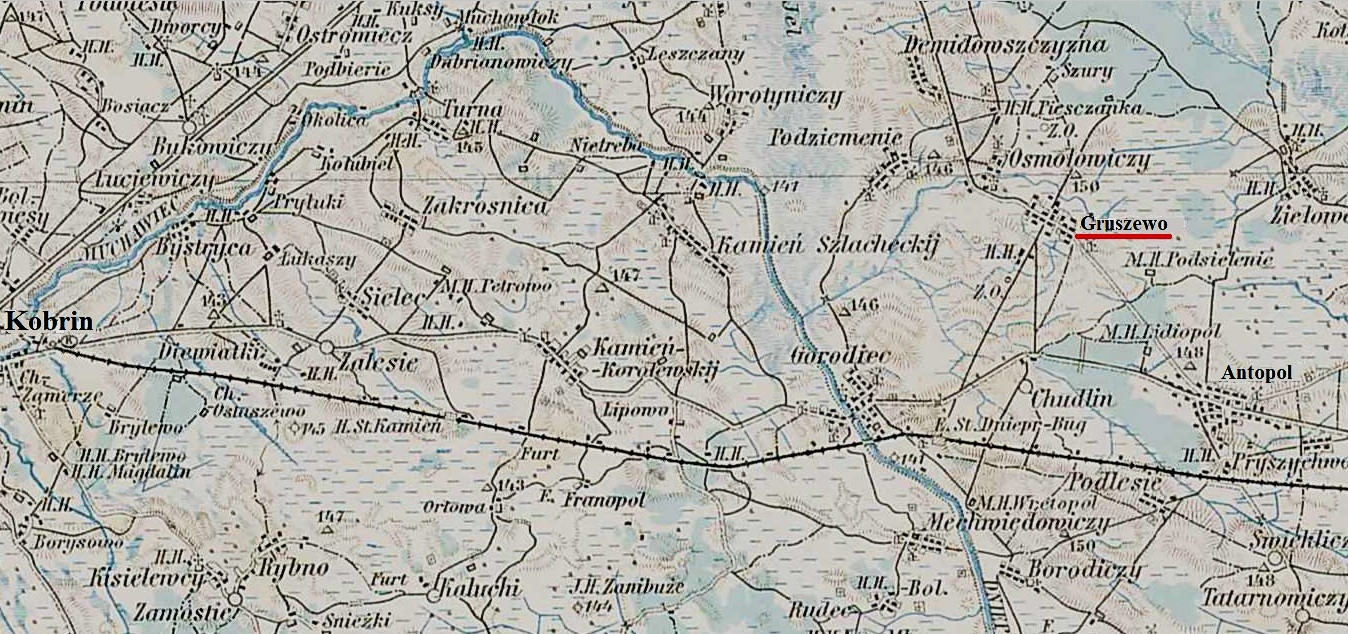
Antopol na mapie (1910)
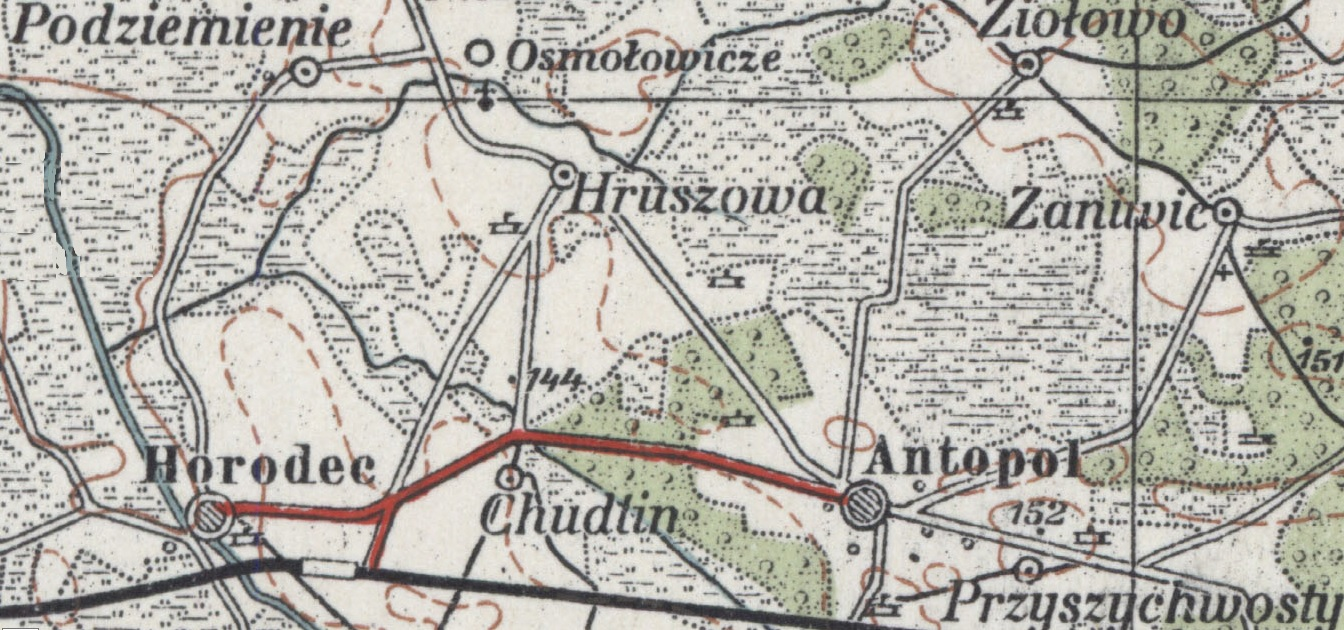
Antopol na mapie (1927)